# ناثان فيشر
ناثان فيشر (بالإنجليزية: Nathan Fisher)‏ (6 يوليو 1989 في المملكة المتحدة - ) هو لاعب كرة قدم بريطاني في مركز الهجوم. لعب مع نادي ميدلزبره ونادي غيتزهد ودورهام سيتي ‏ وChester-le-Street Town F.C. ‏ وConsett A.F.C. ‏ وDarlington 1883 ‏ وGretna F.C. ‏ وسبنيمور تاون ‏.

## وصلات خارجية
- ناثان فيشر على موقع قاعدة بيانات كرة القدم.إي يو (الإنجليزية)
- ناثان فيشر على موقع Soccerbase.com (لاعب) (الإنجليزية)